# Ceratosoma tenue
Ceratosoma tenue is een slakkensoort uit de familie van de Chromodorididae. De wetenschappelijke naam van de soort is voor het eerst geldig gepubliceerd in 1876 door Abraham.